# رونی مارتینز
رونی مارتینز (اسپانیایی: Rony Martínez‎؛ زادهٔ ۱۶ اوت ۱۹۸۸) یک بازیکن فوتبال اهل هندوراس است.
وی همچنین در تیم‌های ملی فوتبال هند هندوراس بازی کرده‌است.